# Бигонджари, Пьеро
Пьеро Бигонджари (итал. Piero Bigongiari; 15 октября 1914, Наваццио — 7 октября 1997, Флоренция) — итальянский поэт, переводчик.
В 1936 году окончил Университет Флоренции, защитив диссертацию о творчестве поэта Джакомо Леопарди. Впоследствии он преподавал историю итальянской литературы, вскоре став частью литературной группы «флорентийских герметистов» вместе с Марио Луци и Оресте Макри.
Сотрудничал во многих литературных журналах, в том числе в Campo di Marte и Letteratura. После его смерти его вдова передала его библиотеку (6 тысяч томов) в дар библиотеке Сан-Джорджио, где эти тома размещены в специальном зале, названном в честь поэта.